# 山谷圭司
山谷圭司（やまや けいじ）は1955年生まれの彫刻家。岩石等を組み合わせた独創的な作風が特徴。

## 人物
旭川東高校出身
山岳部

## 作品
- 『3つの柱　2つの門　1つの場』
- 『塞の石組み』
- 『三本足の石塔』
- 『重さのロンド』
- 『割り残されたかたち』
- 『重さの形』
- 『冬のゆりかご』
- 『舟旅をする石たち』
- 『螺旋による分割と集合Ⅲ』
- 『ピルカフラヌイシャチ』